# Haruka Tachimoto
Haruka Tachimoto (田知本 遥 Tachimoto Haruka; Imizu, 3 augustus 1990) is een judoka uit Japan, die haar vaderland tweemaal op rij vertegenwoordigde bij de Olympische Spelen: in 2012 (Londen) en 2016 (Rio de Janeiro). Bij dat laatste toernooi won Tachimoto de gouden medaille in de klasse tot 70 kilogram (middengewicht) door in de finale af te rekenen met de Colombiaanse Yuri Alvear. In de eerste ronde had ze zich ontdaan van de Nederlandse Kim Polling.

## Erelijst

### Olympische Spelen
- – 2016 Rio de Janeiro, Brazilië (– 70 kg)

### Aziatische kampioenschappen
- – 2011 Abu Dhabi, Verenigde Arabische Emiraten (– 70 kg)

1992: Odalis Revé ·
1996: Cho Min-sun ·
2000: Sibelis Veranes ·
2004: Masae Ueno ·
2008: Masae Ueno ·
2012: Lucie Décosse ·
2016: Haruka Tachimoto · 
2020: Chizuru Arai · 
2024: Barbara Matić